# Пратт, Бейб
Уолтер Питер Пратт (англ. Walter Peter Pratt; 7 января 1916 — 16 декабря 1988, Ванкувер) — канадский хоккеист, игравший на позиции защитника, двукратный обладатель Кубка Стэнли.

## Биография

### Игровая карьера
В течение семи сезонов играл в НХЛ за «Нью-Йорк Рейнджерс», где стал одним из лидеров обороны команды, с которой в 1940 году выиграл Кубок Стэнли.
Осенью 1942 года был обменян в «Торонто Мейпл Лифс», где отыграл четыре сезона, выиграв в 1945 году с командой свой второй Кубок Стэнли, а также по итогам сезона 1943/44 заработал 57 очков, получив по итогам сезона Харт Мемориал Трофи, как игрок, который внёс наибольший вклад в успех своей команды.
По окончании сезона 1945/46 перешёл в «Бостон Брюинз», в котором он играл до конца сезона. В последующие годы играл за несколько команд в низших американских лигах, завершив карьеру по окончании сезона 1951/52 в возрасте 36 лет.

### Последующая деятельность
Работал хоккейным экспертом на телевидении, а также был послом доброй воли «Ванкувер Кэнакс».

### Семья
Его сын Трейси играл в НХЛ с 1967 по 1977 годы.

### Признание
В 1966 году стал членом Зала хоккейной славы.
Вошёл в списки 100 лучших игроков НХЛ по версии журнала The Hockey News, где занял итоговое 96-е место.
В его честь назван Бэйб Пратт Трофи, награду которая вручается лучшему защитнику в «Ванкувер Кэнакс».

### Смерть
Скончался 16 декабря 1988 года в Ванкувере от сердечного приступа на 73-м году жизни.